# Fermín González
Fermín González (* 17. Dezember 1999) ist ein bolivianischer Leichtathlet, der sich auf den Mittelstreckenlauf spezialisiert hat.

## Sportliche Laufbahn
Erste internationale Erfahrungen sammelte Fermín González im Jahr 2022, als er bei den Hallensüdamerikameisterschaften in Cochabamba in 2:01,85 min den sechsten Platz im 800-Meter-Lauf belegte. Zwei Jahre später gelangte er bei den Hallensüdamerikameisterschaften ebendort mit 2:04,06 min auf Rang sieben.
2024 wurde González bolivianischer Hallenmeister im 400-Meter-Lauf.

## Persönliche Bestzeiten
- 800 Meter: 1:58,36 min, 13. Januar 2024 in Cochabamba